# Cimitirul Hajongard din Cluj-Napoca

Ziua morților în Cimitirul Central

Cimitirul Hajongard (din germană Hasengarten), numit în prezent Cimitirul Central din Cluj, de pe fosta Ulița Măcelarilor, în prezent str. Avram Iancu, este unul din cele mai vechi cimitire din Cluj-Napoca, înființat în secolul al XVI-lea odată cu devenirea neîncăpătoare a cimitirului care a funcționat în jurul Bisericii Sf. Mihail din centrul orașului. C (cimitirul central). Este unul din obiectivele turistice cele mai interesante ale orașului, fiind clasat ca monument istoric în lista monumentelor istorice din 2015, cu codul  CJ-IV-s-B-07839. Se întinde pe o suprafață de cca. 14 hectare.

## Etimologie
Numele cimitirului provine de la vechea denumire germană a zonei aflate pe spațiul actualului cimitir, respectiv Hasengarten (în traducere „Grădina cu iepuri”). O altă denumire, asemănătoare - Hasinschart - este atestată la Cluj din anul 1373. Cu toate acestea, prima atestare ca atare a Dealului Hajongard, aflat la sudul cetății medievale a Clujului, datează din anul 1503, într-un document testamentar, scris în latinește. Lingvistul maghiar Attila Szabó consideră, însă, că numele dealului și al cimitirului  ar proveni, mai degrabă, de la un alt toponim german - Haselgarten, deci de la o grădină cu aluni și nu de iepuri.

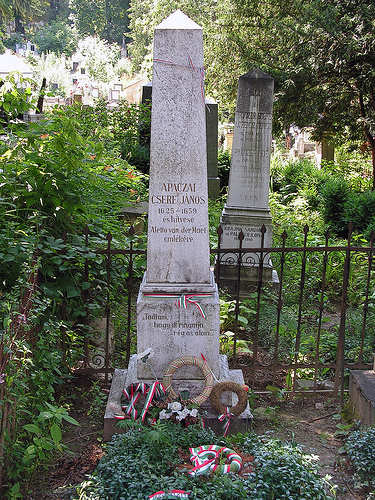
Monumentul funerar al lui János Apáczai Csere

## Istoric
Decizia înființării cimitirului a fost luată de autorități după epidemia de ciumă din anul 1585. Cimitirul a fost mărit de mai multe ori, în secolul XVII înființându-se cimitirul luteran, care se va extinde tot mai mult, în secolul al XVIII-lea, prin donația consistentă a comandantului militar al orașului la 1739, colonelul Ioan Fabritius de Gladis (1676 - 1750), și în anul 1840 prin mărirea vechiului cimitir evreiesc. În 1885 cimitirul a fost aranjat, multe pietre vechi au fost mutate de la locul lor, s-au desemnat parcelele și au fost plantați arbori. La sfârșitul secolului al XIX-lea cimitirul a fost extins spre sud, deschizându-se în 1892 noul cimitir evreiesc și cimitirul soldaților.
Cea mai veche piatră de mormânt datează din anul 1599 și se află în partea luterană a cimitirului.